# Distretto di Pluak Daeng
Il distretto di Pluak Daeng (in thailandese: ปลวกแดง) è un distretto (amphoe) della Thailandia, situato nella provincia di Rayong.